# Arthur Pic
Arthur Pic, född den 5 oktober 1991 i Montélimar, är en fransk racerförare och bror till racerföraren Charles Pic. Pic har tävlat i flera olika formelbilmästerskap, framförallt diverse Formel Renault-serier, däribland Formula Renault 2.0 Eurocup och Formula Renault 3.5 Series, men har även vunnit mästerskapstiteln i Franska F4-mästerskapet 2008. Inför 2014 bytte han till GP2 Series där han kör för Campos Racing.

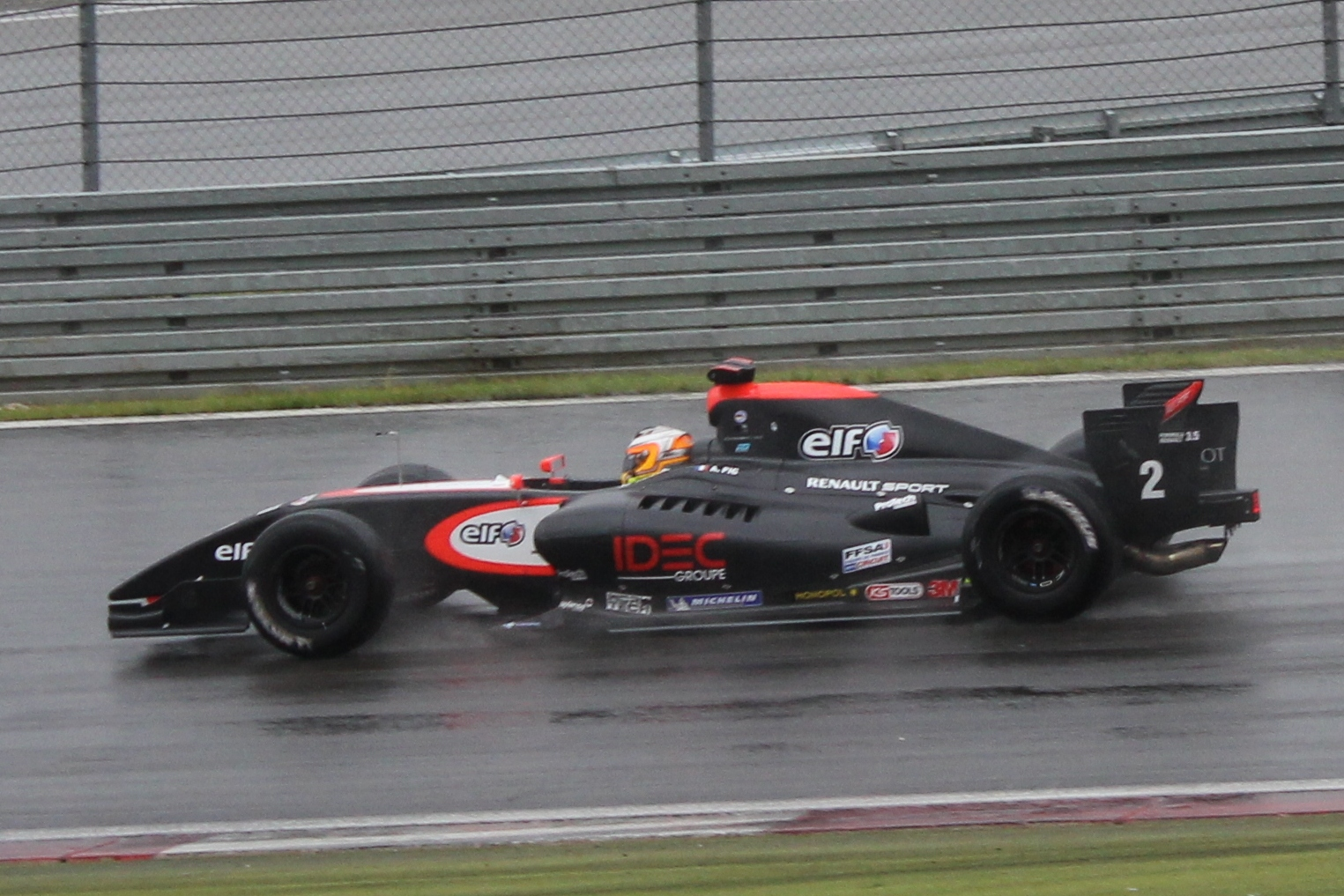
Arthur Pic på Nürburgring 2011.